# Raymond Blaignan
Raymond Blaignan est un homme politique français né le 20 décembre 1871 à Toulouse (Haute-Garonne) et décédé le 23 avril 1940 à Boulogne-sur-Gesse (Haute-Garonne).

## Biographie
Percepteur aux contributions directes, il devient en 1913 secrétaire du rapporteur général du budget, puis du président de la commission des Finances de la Chambre des députés. De 1915 à 1919, il est chef de cabinet d’Étienne Clémentel, Ministre du commerce et de l'industrie. Il est sénateur de la Haute-Garonne de 1920 à 1933, inscrit au groupe de l'Union démocratique. Il est secrétaire du Sénat de 1923 à 1925. Il intervient souvent sur les questions économiques et financières, et rapporte fréquemment des budgets.

## Sources
- « Raymond Blaignan », dans le Dictionnaire des parlementaires français (1889-1940), sous la direction de Jean Jolly, PUF, 1960 [détail de l’édition]